# Taunggyi

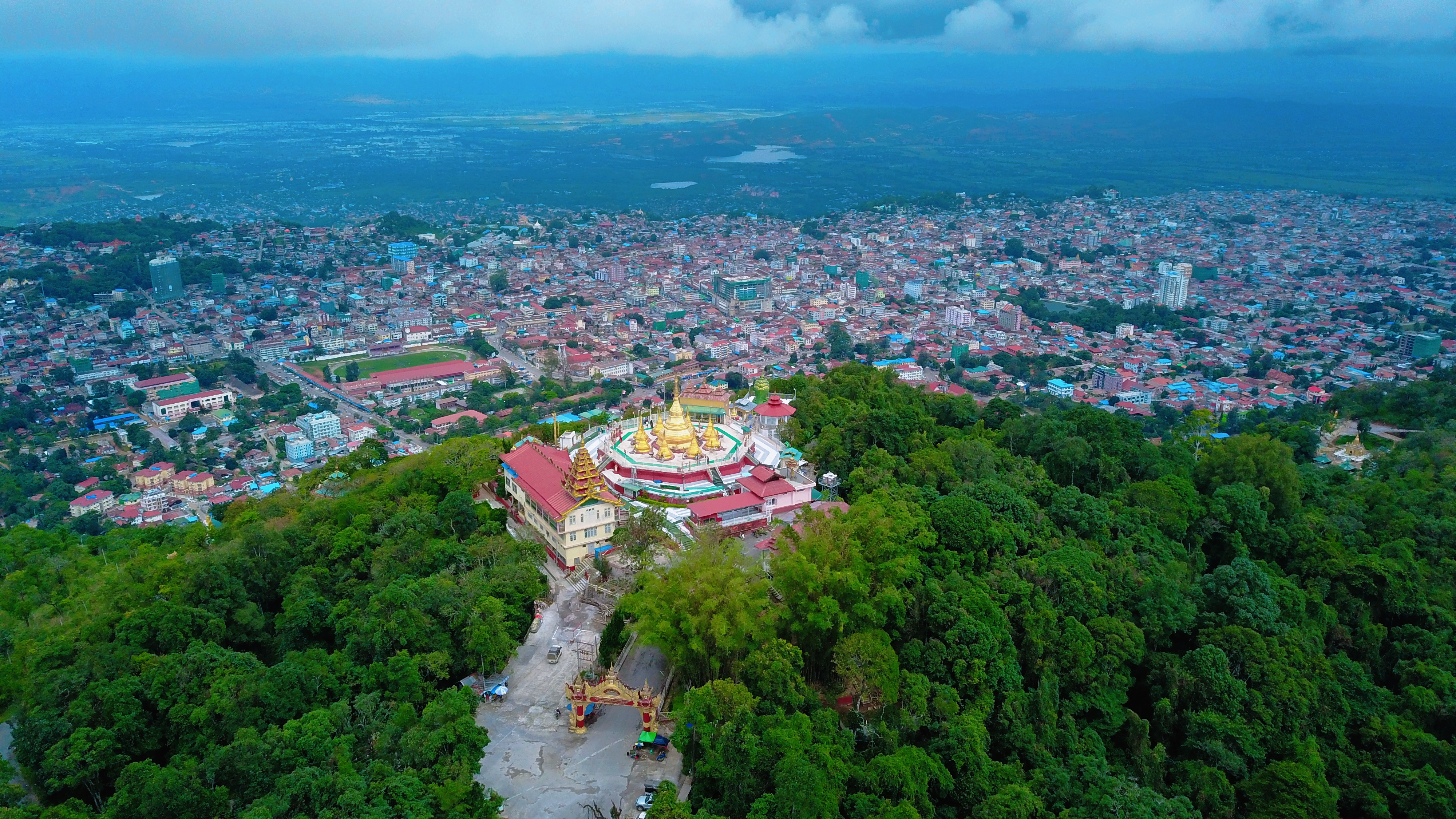
Blick auf die Shwe Bone Pwint Pagode in Taunggyi

Taunggyi (birmanisch တောင်ကြီးမြို့; BGN/PCGN: taunggyimyo Shan တူၼ်ႈတီး IPA: [to᷆n tí]) ist die größte Stadt und die Hauptstadt des Shan-Staats von Myanmar. Sie liegt im Shan-Hochland auf einer Höhe von 1430 Metern. Die Einwohnerzahl lag laut dem Zensus von 2014 bei 264.804.

## Geographie
Taunggyi liegt auf einem Felssockel. Nach Westen geht es relativ abrupt 600 Meter hinab zu einem fruchtbaren Plateau, nach Osten weitere 300 Meter hinauf zu einer schroffen Felslinie.

## Geschichte
Während der Zeit der quasi-unabhängigen Shan-Staaten (Mong) hatten diese keine gemeinsame Hauptstadt, Taunggyi war eine unbedeutende Kleinstadt. Während der britischen Kolonialherrschaft wurde es Sitz des Superintendenten für die südlichen Shan-Staaten und im unabhängigen Birma schließlich Hauptstadt des vereinigten Shan-Staats. In den 1970er- und 1980er-Jahren war es die am schnellsten wachsende Stadt in Birma. Zwischen der Volkszählung von 1973 und der von 1985 stieg die Einwohnerzahl von 75.000 auf 108.000.

## Wirtschaft
Zum Wachstum der Stadt trug der florierende Handel mit den Nachbarstaaten China, Laos und Thailand bei. Hauptprodukte waren die traditionellen birmanischen Zigarren (Cheroots) und Knoblauch. Daneben war Taunggyi auch ein Zentrum des Schmuggels und anderer illegaler Aktivitäten. Die Streitkräfte von Myanmar stationierten in Taunggyi viele Truppen, um von hier aus Separatisten und in den Opiumhandel verwickelte Warlords im Shan-Staat unter Kontrolle zu halten.

## Verkehr
Taunggyi selbst hatte bis 1995 keine Eisenbahnanbindung. Ein bei Thazi abgehender Nebenzweig der Linie Yangon-Mandalay endete im 19 Kilometer entfernten Shwenyaung, das allerdings über 900 Meter niedriger liegt. Inzwischen gibt es eine Verlängerung bis Taunggyi, auf dieser findet allerdings kein Personenverkehr statt. Der nächste Flughafen befindet sich im 40 Kilometer entfernten Heho.

## Bevölkerung
Die Bevölkerung der Stadt ist multiethnisch. Kern der Bevölkerung machen Pa-O („schwarze Karen“) und Intha aus. Durch die Funktion als Hauptstadt und Handelszentrum sind aber auch ethnische Chinesen, Shan, Bamar, Inder und Panthay (chinesische Muslime) hergezogen.

## Religion

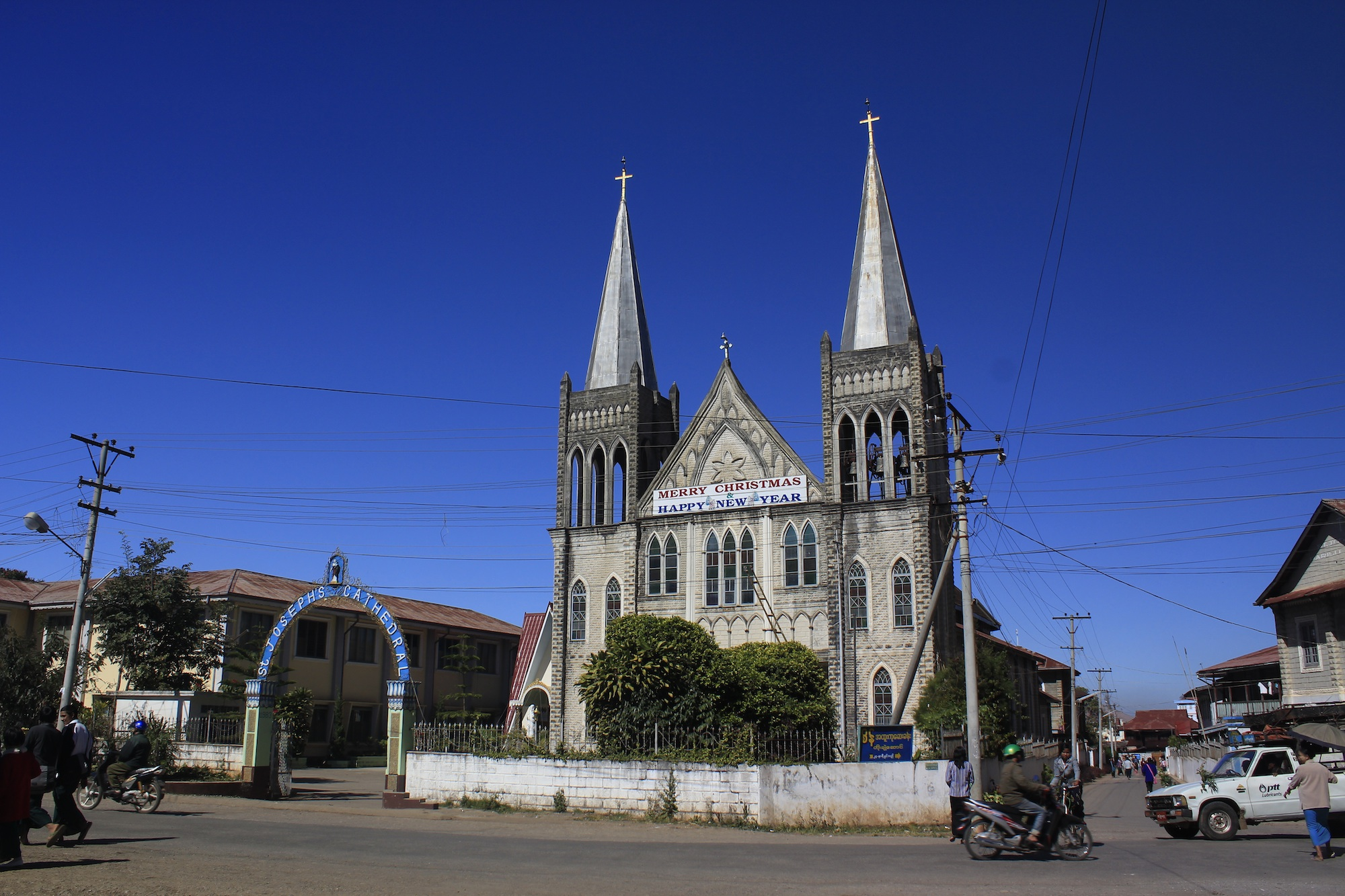
Sankt-Josephs-Kathedrale

Die Stadt ist Sitz des römisch-katholischen Erzbistums Taunggyi, dessen Hauptkirche die Sankt-Josephs-Kathedrale ist. Daneben gibt es buddhistische und hinduistische Tempel sowie Moscheen.

## Bildung
Die 1961 gegründete Fachhochschule von Taunggyi wurde 1992 zur Universität erhoben.